# 248321 Cester
248321 Cester este o planetă minoră (asteroid), cu un diametru de 1,729 km, din centura de asteroizi. A fost descoperită pe 14 august 2005 la  de Vincenzo Silvano Casulli⁠(d) și a fost numită după Bruno Cester⁠(d). 
Obiectul prezintă o orbită caracterizată de o semiaxă mare de 2,7998969246384 UAi, o excentricitate de 0,2114058688498, o înclinație de 14,965239673325 ° în raport cu ecliptica.